# Narrativa do dilúvio em Gênesis

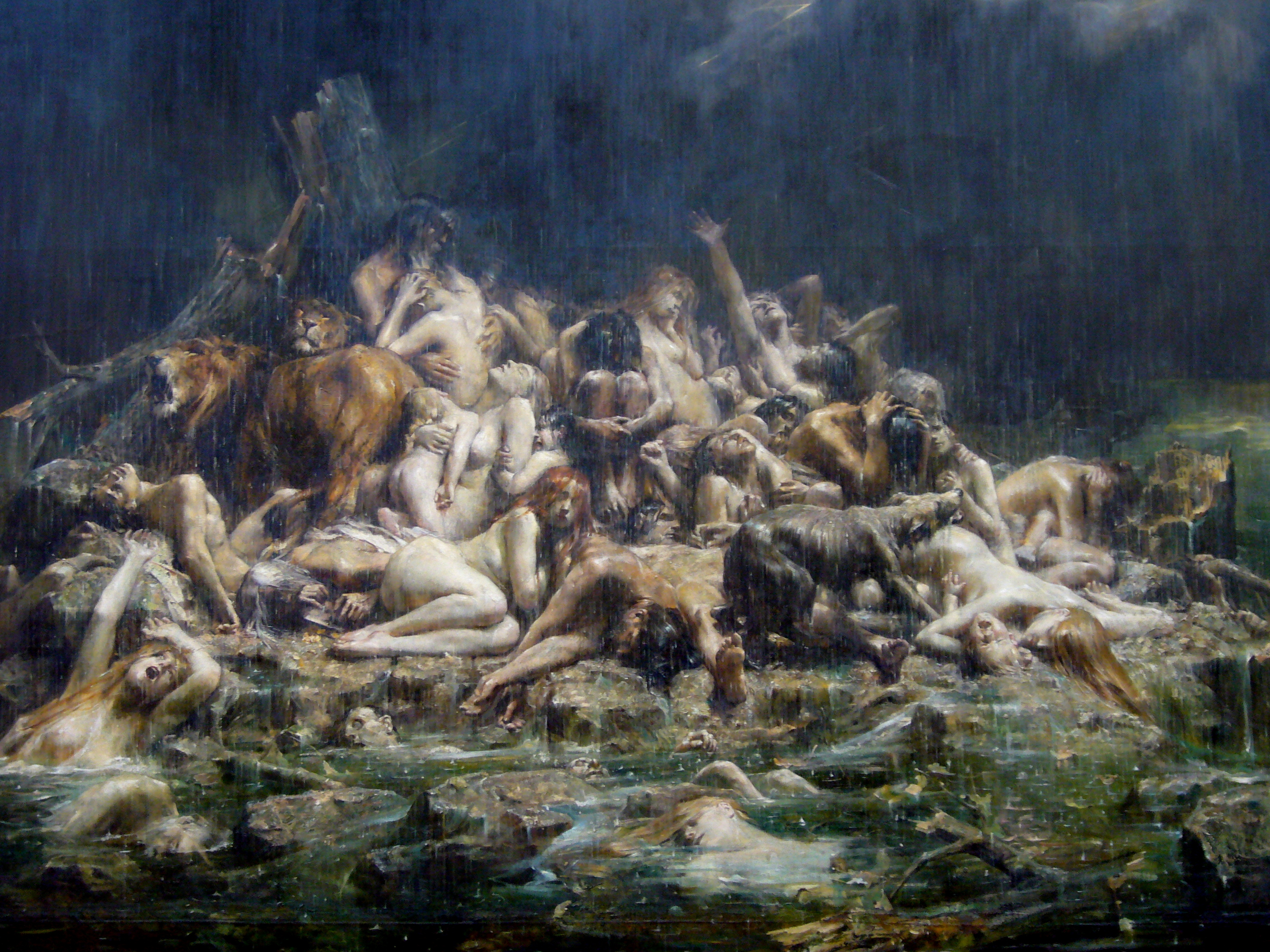
O Dilúvio de Noé e Companheiros (c. 1911) por Léon Comerre. Musée d'Arts de Nantes.

A narrativa do dilúvio em Gênesis é um mito encontrado no Tanakh (capítulos 6 a 9 do Livro de Gênesis). A história fala da decisão de Deus em retornar a Terra para a seu estado aquoso de caos pré-criação para, em seguida, refazê-lo em uma reversão de criação. A narrativa tem fortes semelhanças com partes do Épico de Gilgamesh, que antecede o Livro de Gênesis.
Um dilúvio global, conforme descrito neste mito é inconsistente com os resultados físicos da geologia, da paleontologia e da distribuição global de espécies. Um ramo do criacionismo conhecido como geologia diluviana é uma tentativa pseudocientífica de argumentar que tal dilúvio global de fato ocorreu.

## Leituras adicionais
- Hamilton, Victor P (1990). The book of Genesis: chapters 1–17. [S.l.]: Eerdmans. ISBN 9780802825216
- Kessler, Martin; Deurloo, Karel Adriaan (2004). A commentary on Genesis: the book of beginnings. [S.l.]: Paulist Press. ISBN 9780809142057
- McKeown, James (2008). Genesis. [S.l.]: Eerdmans. ISBN 9780802827050
- Rogerson, John William (1991). Genesis 1–11. [S.l.]: T&T Clark. ISBN 9780567083388
- Sacks, Robert D (1990). A Commentary on the Book of Genesis. [S.l.]: Edwin Mellen
- Towner, Wayne Sibley (2001). Genesis. [S.l.]: Westminster John Knox Press. ISBN 9780664252564
- Wenham, Gordon (2003). «Genesis». In:  James D. G. Dunn, John William Rogerson. Eerdmans Bible Commentary. [S.l.]: Eerdmans. ISBN 9780802837110
- Whybray, R.N (2001). «Genesis». In:  John Barton. Oxford Bible Commentary. [S.l.]: Oxford University Press. ISBN 9780198755005